# كونستركتور
كونستركتور (بالإنجليزية: Constructor)‏، هي لعبة كمبيوتر بريطانية صدرت في الأسواق عام 1997، وتعمل على أنظمة بلاي ستيشن 4 وإكس بوكس ون ومايكروسوفت ويندوز.